# Dietrich Lemke
Dietrich Lemke (* 31. Januar 1943 in Stargard) ist ein deutscher Pädagoge. 
Nach dem Abitur am Ratsgymnasium in Hannover studierte Lemke Latein, Griechisch und Philosophie. An der Universität Tübingen wurde er 1971 bei Hans Joachim Krämer mit einer Arbeit über Die Theologie Epikurs promoviert. Bis 2008 war er außerplanmäßiger Professor für Schulpädagogik an der Universität Bielefeld. Unter dem Pseudonym „Michel Diekert“ veröffentlicht er auch Lyrik.